# Cala Gonone
Cala Gonone è l'unica frazione del comune di Dorgali, in provincia di Nuoro (Sardegna). Conta 1.618 abitanti e dista 3,81 km in linea d'aria dal capoluogo comunale.

## Geografia fisica

### Territorio
Superando Dorgali e percorsa la galleria che si diparte dalla SS 125 eche in quel tratto attraversa la valle tra il monte Bardia e il monte Tului, Cala Gonone è subito visibile da un punto panoramico nel parcheggio di un piccolo ristorante stagionale mentre si staglia contro il mare, verso la costa del golfo di Orosei. Pochi chilometri di discesa con qualche tornante portano all'abitato, dall'aspetto esteso ma non troppo invasivo anche per la modesta elevazione degli edifici. Su tutto il Golfo, a Sud di Orosei, è l'unico centro abitato costiero ed ha l'unico porticciolo; questa ridotta antropizzazione favorita dall'assenza di una strada costiera vicino al mare (la SS 125 corre per tutto il golfo all'interno dello spartiacque) ha preservato in gran parte la natura del territorio, tanto che oltre metà del Golfo di Orosei è incluso nel "Parco Nazionale del Golfo di Orosei e del Gennargentu", area protetta di oltre 74.000 ettari

### Clima
Cala Gonone gode dei benefici climatici del mare, con inverni miti ed estati calde e asciutte; è spesso battuta da forti venti di maestrale, come il resto dell'isola, ma che qui hanno occasionalmente una valenza particolare. Il vento non risulta costante ma a forti folate irregolari con direzione variabile, infatti la particolare posizione rispetto al montuoso retroterra del golfo fa sì che il vento proveniente da nord-ovest si incanali nelle gole delle montagne riflettendosi poi da direzione sud-est. La vicinanza dei rilievi la proteggono però in compenso in parte dal maltempo proveniente da ovest, tanto che spesso quando forti piogge si abbattono sul versante verso Dorgali a Cala Gonone non piove, o piove in modo molto moderato.

## Origini del nome
Etimologicamente, "gonone" è un aggettivo che deriva dal sostantivo sardo nuragico gonno, che significa "collina" o "terra emergente". Potrebbe anche essersi originato dal nome di persona Conone, diffuso nel mondo ellenico. Vi sono due santi con il nome Conone: il primo, vescovo di Bidana in Isauria, taumaturgo e protettore dei sordomuti, nonché patrono di Castelcivita (SA), dove viene festeggiato il 3 giugno; il secondo, agricoltore, nacque nel III secolo in Galilea e morì da martire in Panfilia; è sepolto in San Pietro. Entrambi i santi vengono celebrati il 5 marzo, dal momento che nei racconti agiografici le due figure spesso sembrano sovrapporsi. 
Il nome potrebbe trarre origine anche dal greco antico koinonos, "compagnia", forse riferito alla presenza di camalli che nell'età antica caricavano e scaricavano le merci dei traffici portuali di Cartagine Sulcos (Sulcali, poi Thurcali).

## Storia
Località abitata già in epoca nuragica, poi romana e infine bizantina (X secolo). Infatti sulla costa due chilometri più a sud di Gonone era ubicata fino al primo millennio d.C. la realtà urbana portuale (Sulcalis) più importante dal punto di vista demografico ed economico del territorio dorgalese e del golfo di Orosei. Il litorale di Gonone dopo lo spopolamento dell'anno mille fu utilizzato come approdo in periodo medioevale. Il centro attuale nasce con la costruzione della chiesa nel 1878. Poi il villaggio fu interessato dal popolamento di una colonia di pescatori ponzesi all'inizio del XX secolo e si sviluppa soprattutto nella seconda metà del Novecento come importante centro turistico e balneare. I locali chiamano questo paese semplicemente Gonone.
Nella località sovrastante collocata un poco più a Sud di Gonone e ben visibile dal paese scompare nel X secolo l'importante città costiera tardo bizantina di Nuraghe Mannu (Thurcali), chiamata dallo storico romano imperiale Claudianus "Cartagine Sulcos" il cui nome volgare romano era Sulcalis (molto probabilmente la romana Sulci Tirrena) che si deduce dal nome Thurcali con il quale gli anziani locali denominavano volgarmente questa città Nei resti della città vicino al nuraghe monotorre principale (Nuraghe Mannu) ci sono le tracce di un cenobio, di un edificio di culto cristiano bizantino della Teotocos (La Madre di Dio). La popolazione di Nuraghe Mannu era già cristianizzata dal IV secolo d.C. La chiesa era di rito greco. In periodo romano era ancora popolato il villaggio di Nuraghe Arvu nella periferia del paese che faceva parte della stessa realtà urbana di Cartagine Sulcos. Nelle vicinanze nella grotta di "Sa Cresiedda" ci sono le tracce della presenza di anacoreti dediti al culto di San Giovanni Battista, "Santu Anne a Mantedda" resta come nome della località. A questo santo era dedicato in periodo medioevale il porto di Thurcali ubicato sotto le falesie di "Sos d'Orroles". In epoca romana e bizantina i passi montani carreggiabili sulla catena calcarea del monte Santo (da monte Bardia a monte Tului e a Punta Dogana), collegati nell'entroterra all'orientale sarda erano due, uno quello di monte Ruiu (poco più a sud del passo di Irghiriai o Littu) mentre il secondo accesso era quello di Suttaterra.

Bandiera di Girifai.

Il termine romano sulcos era riferito ai canaloni (le codule) del golfo di Orosei che fungevano da approdi.
Sempre in questo periodo, in un'area più a nord di Gonone raggiungibile dopo aver valicato il passo di Littu, scompare il centro urbano costiero di Cares, anch'esso risalente all'epoca tardo bizantina, posto lungo l'orientale romana in località "S'abba Frisca", i cui approdi erano invece collocati nelle insenature delle spiagge di Cartoe e di Osala. Cares, Carese in italiano, (o Qares, in lingua punica) è un termine punico che ha dato origine al termine Cartoe. Il centro di Cares era collocato in un'area limitrofa alle terme romane di San Giovanni Battista, dove ora si trova la chiesa dei santi Giovanni Battista e Lorenzo Martire. Nella valle del riu Siddai (o riu Littu), che sfocia a Cartoe, è stato ritrovato il congedo bronzeo di Tunila e la targa bronzea del IV secolo della locale caserma dei vigiles urbani romani del centro di Cares. Quest'ultima ricorda il finanziamento della caserma a cura del prefetto dei vigili dell'Urbe Egnatuleio Anastasio.

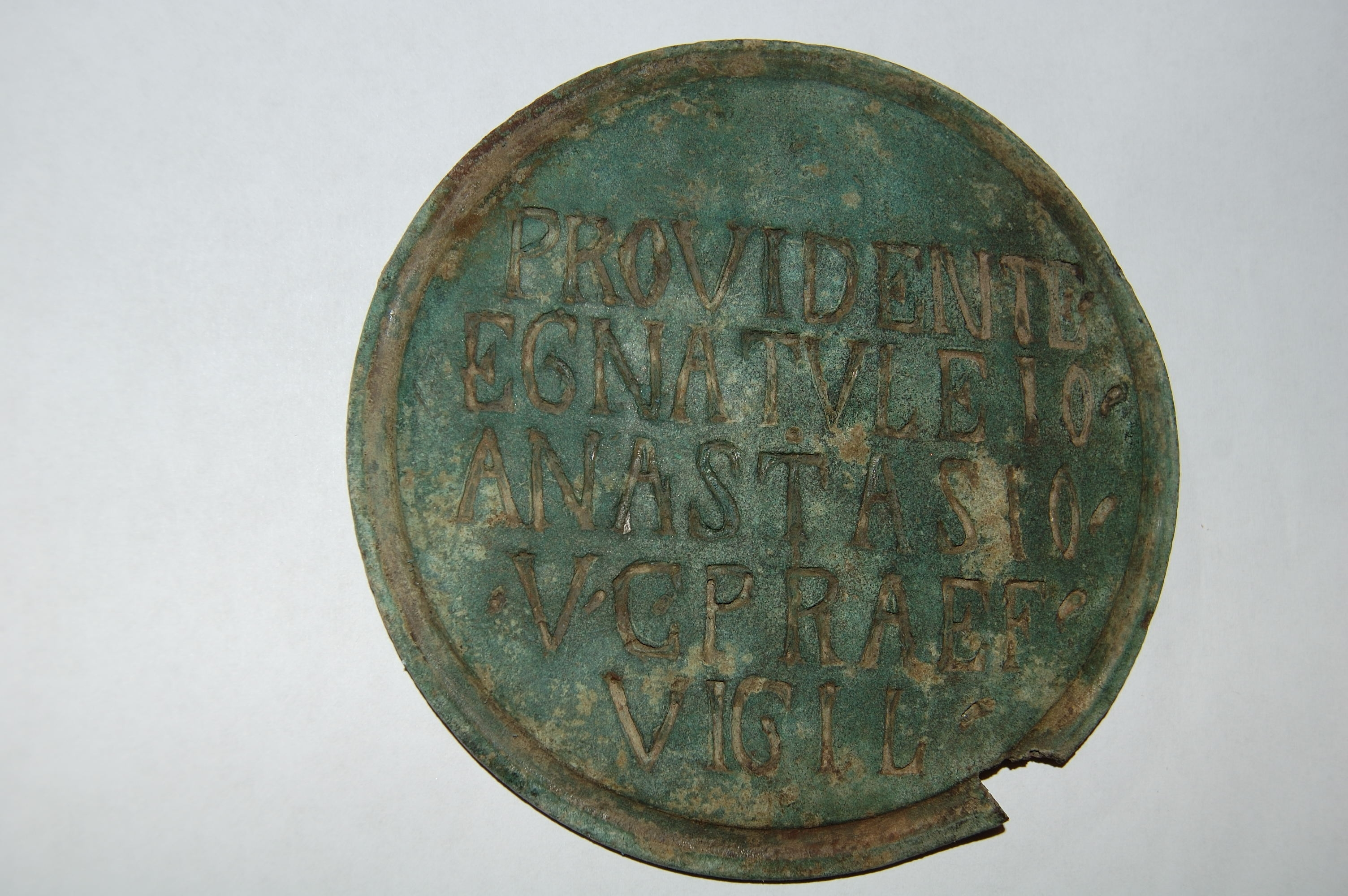
Targa della caserma dei vigiles urbani di Cares, ricorda il finanziamento della caserma a cura del Prefetto Egnatuleio Anastasio nel IV secolo. Museo civico comunale Dorgali.

Nelle Collettorie Pontificie del 1341 in questo tratto di costa è registrato l'approdo di San Giovanni Portu Nono (Portu de 'Onone) che dipendeva da un'omonima precettoria giovannita (e prima del 1312 templare) dedicata al Battista e collocata nell'interno (oggi a Dorgali nell'isolato di "S'Eremu" in via Dante allora a Thorpeia). L'approdo costituiva lo sbocco al mare della Franca di Girifai (secolo XIII). La dedicazione del porto di "Sos d'Orroles" a San Giovanni Battista è dovuta al culto delle acque per via della presenza in questo litorale della risorgiva salmastra e sulfurea di "S'Abba Meica" alla quale sono state sempre attribuite virtù curative (fegato, epidermide ecc.). Sulle fondamenta di un antico edificio di culto dedicato a San Giovanni fu costruita La Villa della Favorita oggi ridotta a rudere.
Nel Catasto De Candia del 1846 la località Portu de Gononi è l'area del litorale prospiciente l'acquario, mentre la costa dell'attuale area portuale veniva chiamata "Cala Gurtidosa" e il suo immediato entroterra Ortiddotte.
Nel catasto del 1846 l'attuale spiaggia di Palmasera veniva denominata "Pramaera".
Nel 1878 viene costruita la chiesa di Gonone, Nostra Signora di Bonaria, allora dedicata alla Madonna della Guardia.
Negli anni Venti dello scorso secolo non furono poche le presenze di pescatori ponzesi, che in alcuni casi si trasferirono stabilmente in loco anche con le loro famiglie.

## Monumenti e luoghi d'interesse

### Luoghi di interesse naturalistico
Le "cale" del golfo, e le "codule" retrostanti – amministrativamente parte dei comuni di Dorgali e Baunei – sono un vero fiore all'occhiello della natura di Cala Gonone. Sono sempre raggiungibili via mare; talora con percorsi più o meno agevoli e lunghi tramite i sentieri dell'entroterra.
Proveremo a descrivere i punti di interesse e le cale più note, partendo dal limite convenzionale a sud del Golfo (Capo Montesanto) e navigando sottocosta sempre in direzione nord, verso Cala Gonone ed oltre.
In prossimità del Capo stesso è il piccolo fiordo di Cala Scirocco, detta dai locali anche Portu Quau ("porto nascosto") sul cui fondale giace tuttora – osservabile anche con una immersione in apnea vista la profondità attorno ai dieci metri – il relitto della piccola nave da carico Levante, di 943 tonnellate di stazza che era di proprietà della Compagnia di Armamento Sarda e trasportava 267 capi bovini vivi, 400 sacchi di biossido di titanio, 40 tonnellate di tubi e 218 casse di cuscinetti a sfera. Affondata per condizioni meteomarine avverse nel 1963, purtroppo perì l'equipaggio completo di dodici persone. Parte del fasciame fu riutilizzato nel tempo dai pastori locali; si può ritrovare nei cuili (ovili tradizionali con la base in pietra e una copertura conica di solito in legno di ginepro, a forma che ricorda i trulli di Alberobello) di Fenos Trainos, in quello Tenadili, e nel cuile Runcu 'e Tumbulu, in territorio di Baunei, nonché nella grotta di "Prettos de Rutta". 
A seguire, a breve distanza Cala Tramontana, detta dai locali Portu pedrosu ("porto pietroso"), caratteristica per i ginepri secolari che si affacciano sui due lati. Di legno di ginepro è un caratteristico tavolo non distante dalla riva, lasciato a disposizione dei viandanti per mangiare.
Poco più a nord Cala Goloritzé è uno dei luoghi della Sardegna più scenografici e noti ai free climber, per via della celebre guglia calcarea di Perda Longa (o Pedra Longa), dal 1993 dichiarata monumento naturale, alta 128 m e molto ambita per l'arrampicata sportiva, riservata però a veri esperti. La bellezza della baia ha portato dal ad inserirla in un'area naturale protetta di 13,94 ettari della Provincia di Nuoro, con limitazioni all'ormeggio e all'approdo, per evitare una eccessiva pressione turistica soprattutto da parte degli occupanti piccoli natanti da diporto.
Ancora a nord, la celebre Cala Mariolu, il cui nome forse prende origine dalla presenza della Foca Monaca, perché la tradizione vuole che questi mammiferi spesso rubassero il pesce dalle reti dei pescatori ponzesi, che per via della loro origine culturale ischitana la chiamavano o' mariolu ("il ladro"). La sua spiaggia è anche nota localmente come is pùligi de nie ("le pulci di neve") per via dei moltissimi sassolini rosa e soprattutto bianchi frammisti alla sabbia. Adiacente, il tratto di falesia di Punta is puligi ospitava un punto di carico, ancora ben visibile a pochi metri di altezza sul livello del mare, per il carbone prodotto nelle piazzole carbonaie dai furisteris, i carbonai di Baunei.
A breve distanza, navigando sempre verso Cala Gonone appare la molto meno nota, ma non meno suggestiva Cala dei Gabbiani, scelta nel 2017 da Skyscanner, importante portale turistico, come «la seconda spiaggia più bella d'Italia», descrivendola in termini di «acqua cristallina sfumata di verde e di blu, scogliera levigata dal tempo e un lido di sassolini bianchi». Come Cala Mariolu, anche Cala dei Gabbiani può essere raggiunta anche da terra, con un trekking piuttosto impegnativo di 3-4 ore partendo dal retrostante Altopiano del Golgo, e che attraversa la foresta di Ispuligidenie; è da godere se abbastanza esperti e accompagnati da guide qualificate.
In direzione nord, sulla costa a falesia si apre l'ingresso della famosa Grotta del Fico, con coordinate geografiche Lat.40°08′ 421″ N /Lon. 9°39′592″E; ancora non completamente esplorata, molto scenografica per le "cattedrali" di stalattiti e stalagmiti, mantenuta con grande cura è aperta al pubblico per la stagione estiva, tipicamente fra le 10 del mattino e le 15, in tutta la parte che è stata nel tempo attrezzata; la si raggiunge ovviamente via mare con motobarche dedicate. Le indicazioni dei vari navigatori satellitari per raggiungerla da terra in realtà celano un percorso di trekking piuttosto impegnativo di molte ore, riservato ad esperti e improponibile durante il caldo estivo.
Appena oltre l'ingresso della grotta, la piccola caletta delle Piscine di Venere, inframmezzata di scogli e col fondale particolarmente bianco e limpido, offre un riparo discreto e suggestivo per un ristretto numero di bagnanti.
A seguire verso Nord, preceduta da una piccolissima caletta rocciosa priva di spiaggia sulla quale si apre l'arco naturale “Su Achileddu“, uno degli scorci più fotografati della Sardegna, si apre Cala Biriola, una delle più note e ricercate dal turismo, al punto che il comune di Baunei – primo caso nell'isola – per evitarne il degrado ne ha dovuto disporre l'accesso a numero chiuso: sono ammesse non più di 300 presenze in contemporanea sulla sua candida calcarea spiaggia di Bilancoro, che d'estate si raggiungono già verso le 10,30 del mattino. 
A breve distanza a nord la più ampia Cala Sisine, che interrompe le falesie a picco della Serra Ovra e come quasi tutte le altre baie del Golfo punto di foce di una codula, ossia una stretta valle scavata da un torrente stagionale, che a volte nella stagione secca continua, con portata minima, a scorrere un poco alcuni metri di profondità sotto la ghiaia cosa rivelata dalla vegetazione. La spiaggia, larga solo circa duecento metri, è bianchissima per la natura calcarea dei clasti levigati dall'azione del vento e del moto ondoso. Nella codula spiccano abbondanti insediamenti di leccio e carrubo, oltre alle altre essenze della macchia mediterranea. 
Nell'entroterra di Cala Sisine, a circa un'ora di cammino lungo la codula e a circa 300 m s.l.m. si apre l'imbocco della Grotta del Miracolo (in sardo Su Meraculu), il cui nome fa riferimento alla rara presenza di stalattiti eccentriche, ossia non solo orientate come di norma secondo il vettore gravità che orienta il gocciolamento delle acque sature di carbonato di calcio, ma anche obliquamente o addirittura in direzione suborizzontale, cosa che doveva apparire miracolosa ai pastori che, unici, per secoli conoscevano il sito; fenomeno concrezionario legato a condizioni particolarissime, in cui lo stillicidio è così lento e ridotto da avvenire più attraverso la porosità del materiale che scorrimento superficiale. All'interno, l'umidità dell'ordine dell'80% è associata a una temperatura media di 17 °C: accessibile turisticamente con guide, la parte sin qui esplorata è limitata solo ai primi 200 m.
Celebre è Cala Luna, più vicina verso Cala Gonone, dopo un tratto di alta falesia privo di approdi ma ricco di piccole grotte costiere; caratteristica per il laghetto retrodunale che si forma dietro la spiaggia creata dal moto ondoso, e che periodicamente viene distrutto in occasione di tempeste o alluvioni dalla codula di Luna retrostante, poi lentamente puntualmente riformato dall'azione del mare e delle correnti. La spiaggia è divenuta celebre in tutto il mondo per essere stata luogo delle riprese a terra di Travolti da un insolito destino nell'azzurro mare d'agosto, film di grande successo del 1974, che ne mostrò la bellezza e la natura vagamente tropicale; anche una parodia del film girata nel '76 in chiave Robinson Crusoe, e un modesto remake del 2002 furono in parte girate nella cala, anche perché facilmente raggiungibile.
Le Grotte di Dorgali si aprono proprio a pelo d'acqua sulla falesia appena a nord di cala Luna, e fanno parte idraulicamente dello stesso sistema acquifero della codula di Luna; di non grandi dimensioni, sono molto suggestive anche per le loro spiaggette interne che permettono di utilizzarle come punto di sosta più fresco e ombroso nelle ore più calde dopo esservi arrivati a nuoto da cala Luna, o in canoa, o con un natante da Cala Gonone, da lasciare alla fonda.
La minuscola Caletta di Oddoana, di sabbia bianca a grani medi, è raggiungibile via mare in circa un'ora a piedi seguendo il sentiero che da Cala Fuili porta a Cala Luna, avendo accortezza di non utilizzare il bivio, errato, indicato da Google Maps ma affidandosi a guide o carte del trekking aggiornate. L'attacco della codula è in realtà a solo una cinquantina di metri di distanza dal riferimento per arrivare da terra alle adiacenti Grotte del Bue Marino. Mai affollata, nemmeno nei mesi di punta, è punto di partenza ideale per lo snorkeling.
Le Grotte del Bue Marino sono una delle attrazioni più note, e generano da sole un indotto turistico importante a livello locale sin dagli anni Cinquanta del secolo scorso. Rientrano sempre nel sistema carsico di Codula di Luna, ed hanno una estensione impressionante: si è già arrivati con le successive esplorazioni ad una stima di oltre settanta chilometri fra i vari rami, ma la parte cartografata con qualche continuità non arriva a quindici. Il nome deriva dal fatto che erano un punto di riparo, accoppiamento e parto per la foca monaca, e per il suo carattere mite ed il verso soprattutto dei piccoli vagamente simile a un muggito. I primi novecento metri sono attrezzati per le visite turistiche, ad orario e con numero contingentato, naturalmente via mare dalla vicina Cala Gonone (ma anche da Santa Maria Navarrese, Arbatax e Orosei). Presenti, e protette, incisioni rupestri del Neolitico di importate valore simbolico, raffiguranti un cerchio umano attorno a una, si ipotizza, rappresentazione del sole. Su autorizzazione, gli speleologi dilettanti possono esplorarne altri quattro chilometri del ramo sud, che presenta tuttora attività carsica, mentre quello nord è inaccessibile se non a missioni di specialisti.
La piccola spiaggia di Ziu Santoru, mai eccessivamente affollata, ha la sabbia di colore ambrato; si rinnova ciclicamente, e non sempre il fondo risulta sabbioso, per l'azione delle correnti. È riparata dal vento per le alte falesie che la incastonano, e che cambiano colore dall'ambrato al bianco dopo l'alba.
Cala Fuili è la più "naturale" fra le spiagge raggiungibili con facilità anche da terra: a piedi, o meglio in bicicletta o in auto, si percorre tutta la breve unica strada che esce da Cala Gonone verso sud, e dopo aver parcheggiato fuori dalla carreggiata, da una piazzola alla fine del tratto asfaltato riconoscibile per un macigno al suo centro si scende lungo una scaletta di cemento, legno e conci di calcare e si arriva in una decina di minuti scarsi compreso il tratto a piedi nella parte terminale della codula di Fuili. L'endemismo degli oleandri spontanei nella codula testimonia la presenza continua di acqua dolce a profondità modeste, anche lontano dalla stagione delle piogge. Vicino al lato Sud della spiaggia inizia il sentiero, molto riconoscibile, che porta alle grotte del Bue marino, alla caletta di Oddoana e a Cala Luna.
Ziu Martine è un tratto di spiaggia mai troppo affollato di circa 300 metri, di cui quasi la metà di grandi rocce, quasi privo di sabbia ma a grandi e piccoli ciottoli calcarei e vulcanici. È raggiungibile dalla strada panoramica verso Cala Fuili con un corto sentiero sterrato che attraversa la macchia mediterranea incentrata su lentisco, ginepro, mirto, olivastro e termina con una breve serie di gradini. Il fondale è molto trasparente e sassoso, molto gettonato dagli amanti dello snorkeling, per la ricchezza e varietà della fauna marina e le infinite piccole cavità sommerse tra le scogliere. Spesso appena oltre il suo limite sud, prima di Cala Fuili, marangoni e cormorani si riposano sulle rocce vicine all'acqua per asciugarsi. 
Molto importante è anche l'acquario di Cala Gonone.

## Cultura

### Cinema
Le spiagge di Cala Gonone sono state tra le location di alcuni film:
- Travolti da un insolito destino nell'azzurro mare d'agosto diretto da Lina Wertmüller, con Giancarlo Giannini e Mariangela Melato
- Remake di Travolti da un insolito destino diretto da Guy Ritchie, con Madonna e Adriano Giannini
- Black Stallion diretto da Carroll Ballard, con Kelly Reno (nella parte finale del film s'intravede chiaramente la nota spiaggia di Cala Luna)
- Il signor Robinson, mostruosa storia d'amore e d'avventure diretto da Sergio Corbucci, con Paolo Villaggio e Zeudi Araya
- I monti alle spalle di Cala Gonone sono stati location di alcune scene del film King David con Richard Gere.
- Red Notice[13] diretto da Rawson Marshall Thurber, con Dwayne Johnson, Gal Gadot e Ryan Reynolds.[14]

## Economia

### Turismo
Cala Gonone è ricca di pensioni, alberghi, bed&breakfast e case vacanze e ha un campeggio e un'area attrezzata per la sosta dei camper, ma non è stata urbanisticamente invasa dalle strutture ricettive: esse infatti sono per la maggior parte architetture preesistenti, ristrutturate e adibite a scopo turistico, spessissimo a conduzione familiare.
Nel 2010 a Cala Gonone è stato inaugurato l'acquario. Posto nella zona denominata La Favorita conta più di 20 vasche espositive ed è l'acquario più grande della Sardegna. Sulla strada che dall'abitato porta alla spiaggia di cala Cartoe è inoltre presente il Parco Museo S'Abba Frisca. La struttura, unica nel suo genere in Sardegna, ospita una vecchia azienda agricola circondata da un parco ricco di acque nella quale sono stati recuperati 15 ambienti tradizionali.

## Galleria d'immagini

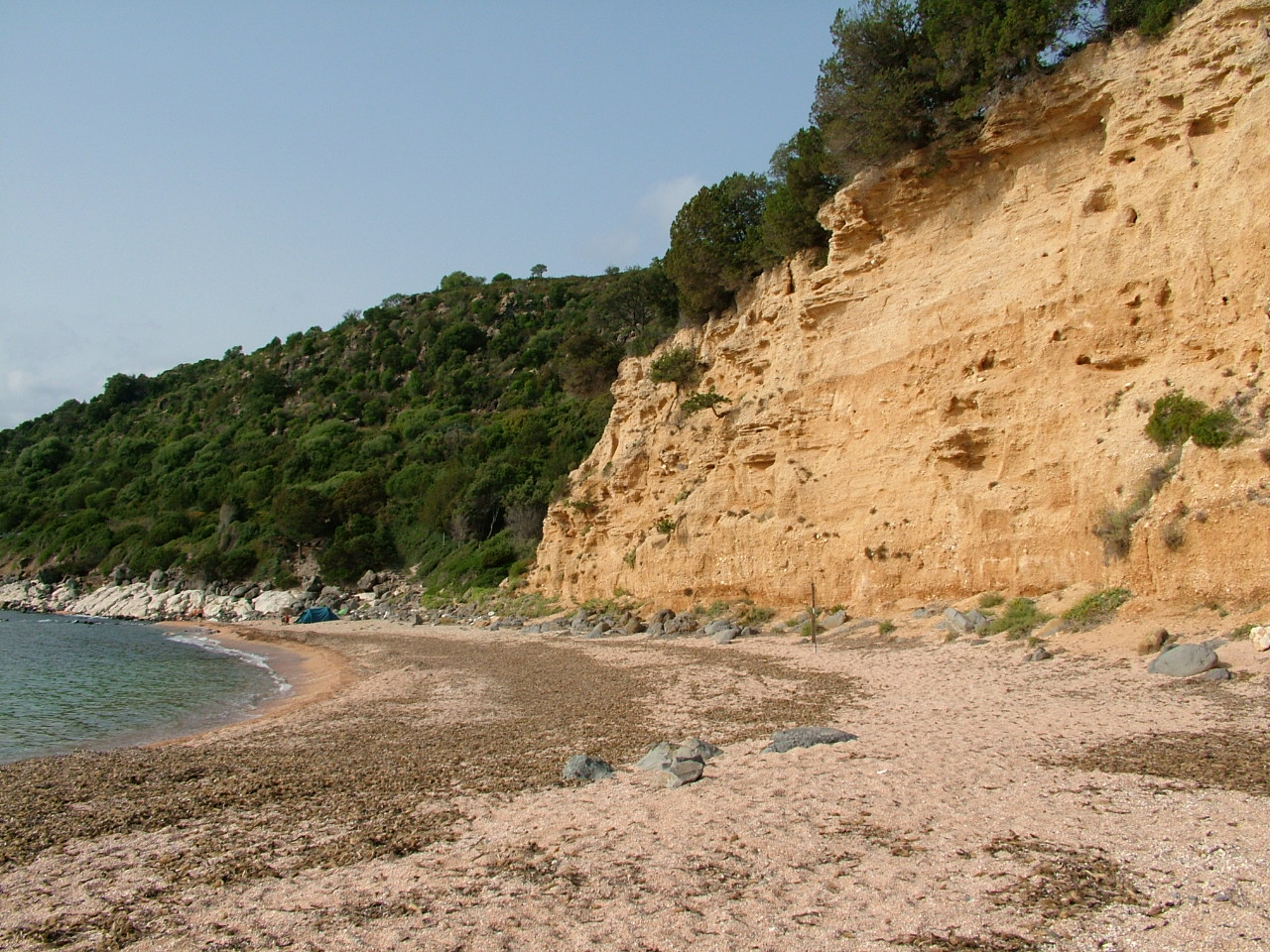
Sos Dorroles
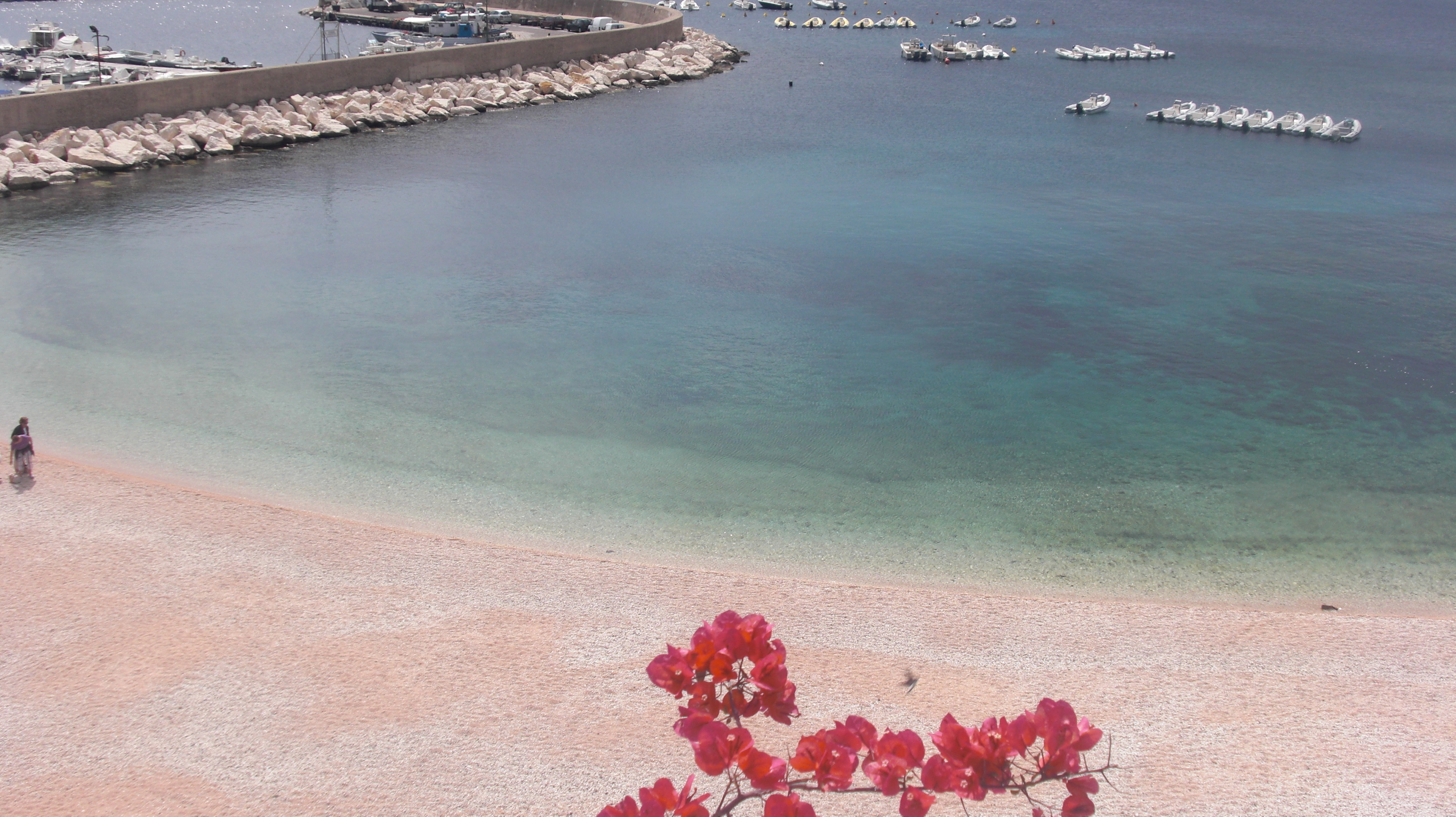
Spiaggia centrale
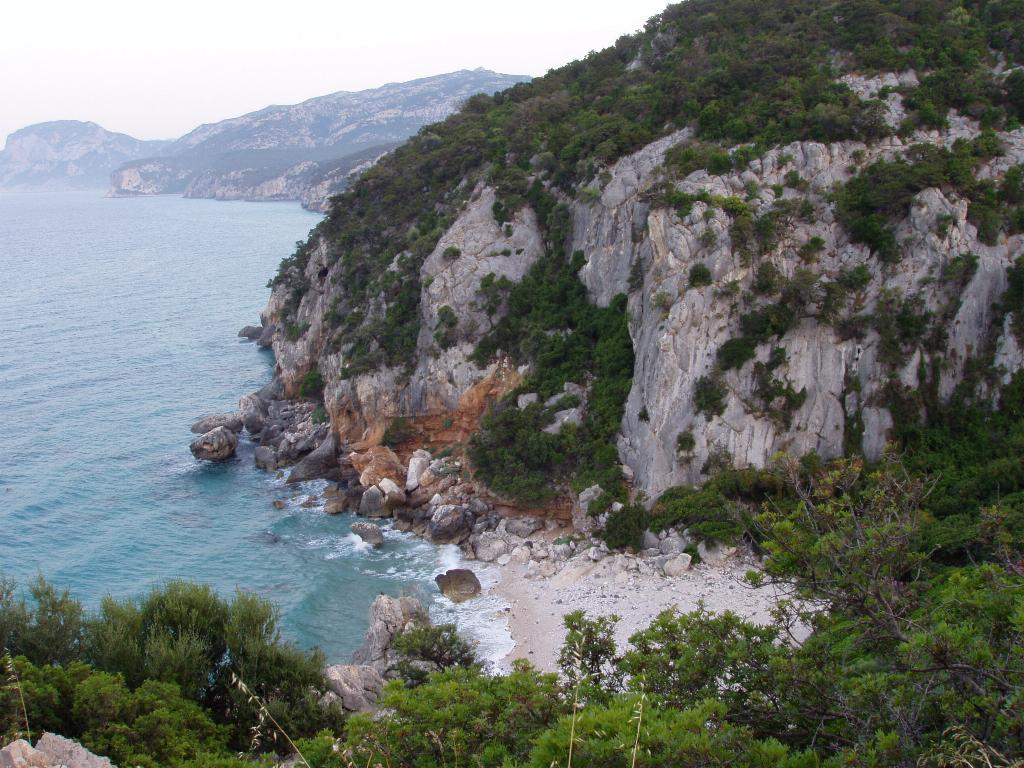
Cala Fuili
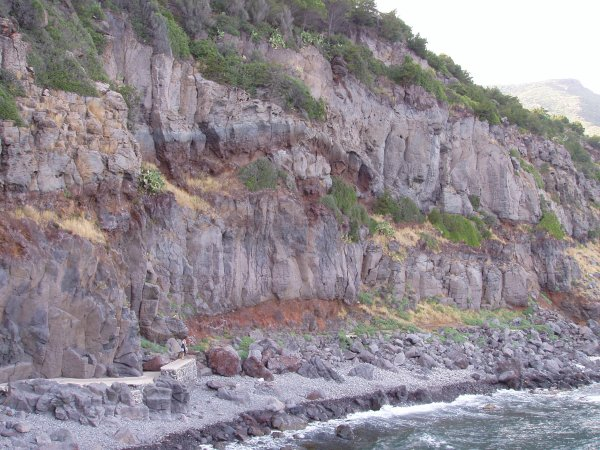
S'abba durche (Acqua dolce)
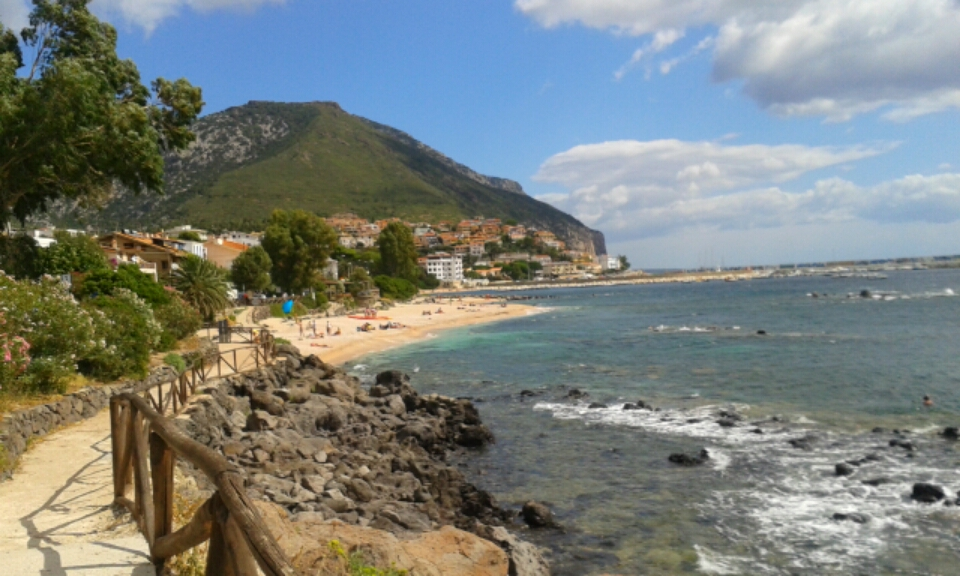
Lungomare Palmasera
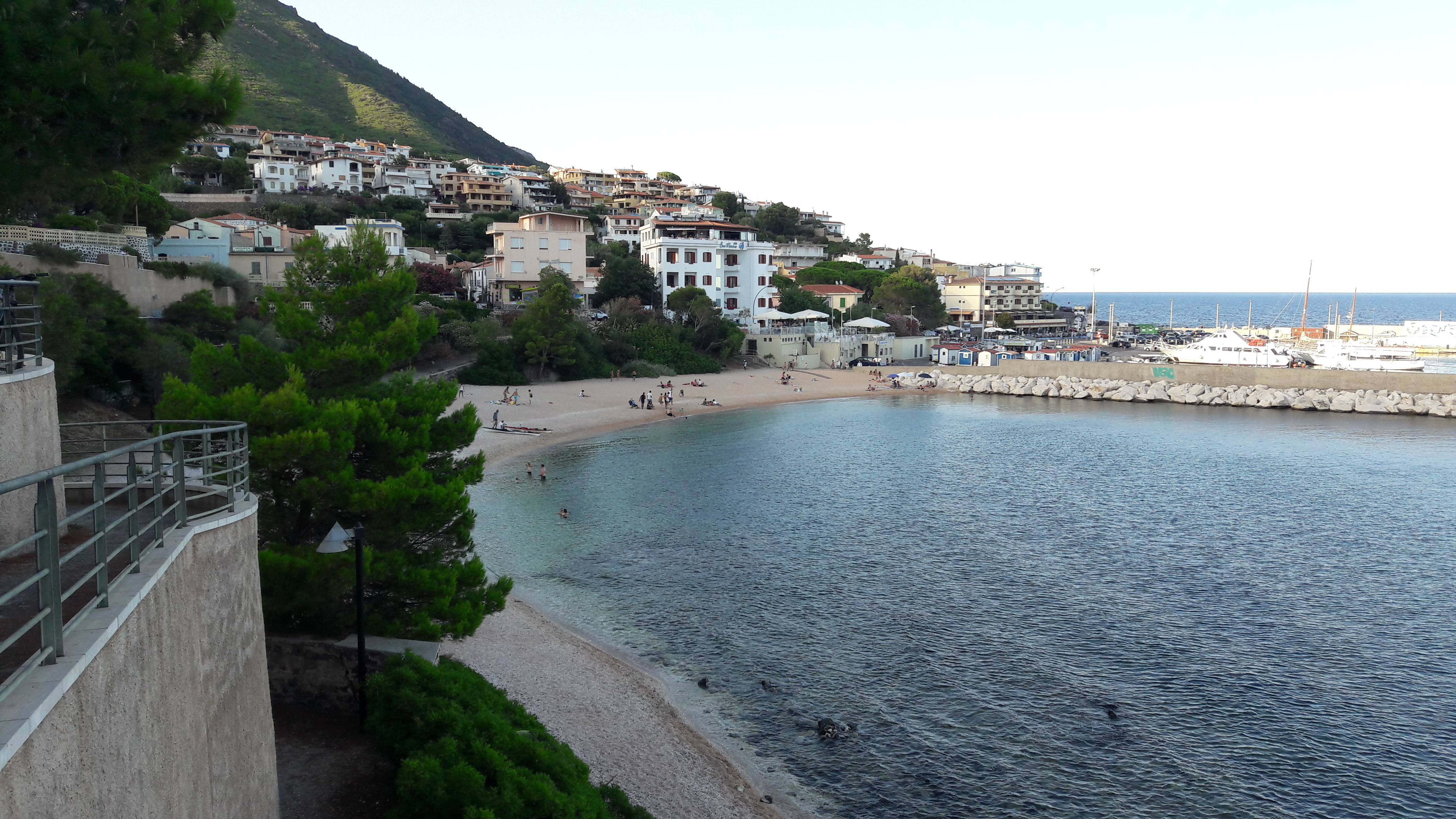
Vista del porto